# Хактаныр, Галип
Галип Хактаныр (тур. Galip Haktanır; 1 августа 1921, Изник — 30 сентября 2023) — турецкий футболист и футбольный тренер, игравший на позиции защитника. Участник летних Олимпийских игр 1948 года.

## Биография

### Клубная карьера
Во время учёбы в школе Хактаныр начал заниматься футболом, играя также в волейбол и настольный теннис. Всю футбольную карьеру играл за клуб «Вефа», начиная как центральный нападающий. Позже он был назначен капитаном и в сезоне 1946/47 «Вефа» стала второй в Стамбульской футбольной лиге, набрав равное количество с «Фенербахче», уступив по разнице мячей. Завершил игровую карьеру в 1954 году.

### Карьера в сборной
В составе сборной Турции принимал участие на олимпийском футбольном турнире 1948 года, но там не сыграл ни минуты. Всего за сборную Турции сыграл 5 матчей и не отметился забитыми голами.

### Тренерская карьера
Хактаныр неоднократно в качестве главного тренера возглавлял «Вефу», а также работал на административных должностях.

### Смерть
Скончался 30 сентября 2023 года в возрасте 102 лет. На момент смерти он был старейшим по возрасту среди живых спортсменов Турции.